# وندلين راوش

وندلين راوش (بالألمانية: Wendelin Rauch) هو كاهن كاثوليكي ألماني، ولد في 30 أغسطس 1885 في Zell am Andelsbach ‏ في ألمانيا، وتوفي في 28 أبريل 1954 في فرايبورغ في ألمانيا.

## وصلات خارجية
- وندلين راوش على موقع مونزينجر (الألمانية)